# Transmisión simultánea
La transmisión simultánea o simulcast (contracción en inglés de simultaneous broadcast) se refiere a una emisión de la misma información a través de más de un medio o de más de un servicio en el mismo medio.
Habitualmente se trata de transmisiones de radio o televisión. Un ejemplo del primer caso es cuando se retransmite un concierto de música simultáneamente por dos o más de los siguientes medios: radio, televisión terrestre, televisión satelital e internet. En este caso se está haciendo simulcast por diferentes medios. Por ejemplo, Absolute Radio se transmite simultáneamente tanto en AM como radio por satélite, Un ejemplo del segundo caso es cuando a través de TDT se retransmite el audio en versión original y doblada al idioma local. En este caso se está haciendo simulcast de audios por el mismo medio.
La perfecta sincronización no es importante de las emisiones en el primer caso. Por ejemplo, la recepción de una emisión a través de satélite tiene un considerable retardo respecto a la terrestre porque la señal recorre un camino mucho más largo desde la fuente hasta el receptor. Pero en el segundo caso, la sincronización debe ser perfecta o con un retardo (offset) no mayor de unas centésimas de segundo, porque si no el movimiento de la boca de las personas que aparecen en las imágenes no iría sincronizado en sus voces. Hay usos para los que la sincronización no puede ser mayor de unas pocas centésimas de segundo.

## Simulcastpara optimizar el uso del espectro radioeléctrico
Debido al gran uso que se hace en la actualidad del espectro radioeléctrico (emisiones por el aire de radio, televisión, etc.) hay escasez de frecuencias libres para poder ofrecer más servicios. Por eso, en algunos países, los organismos reguladores del espectro radioeléctrico, a fin de mejorar la eficiencia espectral obligan a emitir algunos servicios en simulcast. Esto supone transmitir simultáneamente lo mismo y en la misma frecuencia desde todos los puntos (desde todas las torres repetidoras que tiene repartidas por toda el área geografía a la que da servicio). Esto permite cubrir una amplia área geográfica sin necesidad de utilizar un gran número de frecuencias, con una sola frecuencia es suficiente para cubrir una extensa área (una región o estado). Un ejemplo sería imaginar que una radio comercial nacional (p. ej, RNE) emitiera en el mismo punto del dial en cualquier lugar (de España).
En este tipo de simulcast la señal debe salir desde todas las “fuentes” (puntos desde donde se emite) perfectamente sincronizada (modulación sin desfase) para evitar el efecto llamado “distorsión simulcast”. Hay que tener en cuenta que en las zonas de solapamiento (lugares en los que el receptor recibe la señal de más de una fuente o repetidor), cualquier pequeño desfase entre las señales recibidas supone obtener una señal resultante deficiente, producto de la suma de las señales desfasadas (se trata de dos señales diferentes en la misma frecuencia). El resultado es una recepción deteriorada, más deteriorada cuanto mayor sea el desfase.
La “distorsión simulcast” también puede aparecer por otro factor. Aunque consideremos que todas las fuentes generan señales perfectamente sincronizadas, al viajar éstas hasta el receptor por diferentes caminos llegan a este con un pequeño desfase entre ellas producto de la diferencia entre las distancias recorridas, apareciendo el mismo efecto de empobrecimiento de la recepción en las zonas de solapamiento. La recepción se deteriorará en función de la diferencia entre el receptor y cada una de las fuentes.
En Estados Unidos, la Federal Communications Commission (FCC) exige simulcast en las nuevas concesiones de nuevas frecuencias para determinados servicios.